# Souk Lakhmis Dades
Souk Lakhmis Dades  (in arabo سوق الخميس دادس‎?) è un centro abitato e comune rurale del Marocco situato nella provincia di Tinghir, regione di Drâa-Tafilalet. Conta una popolazione di 17 045 abitanti (censimento 2014).